# Kfz-Kennzeichen (Finnland)

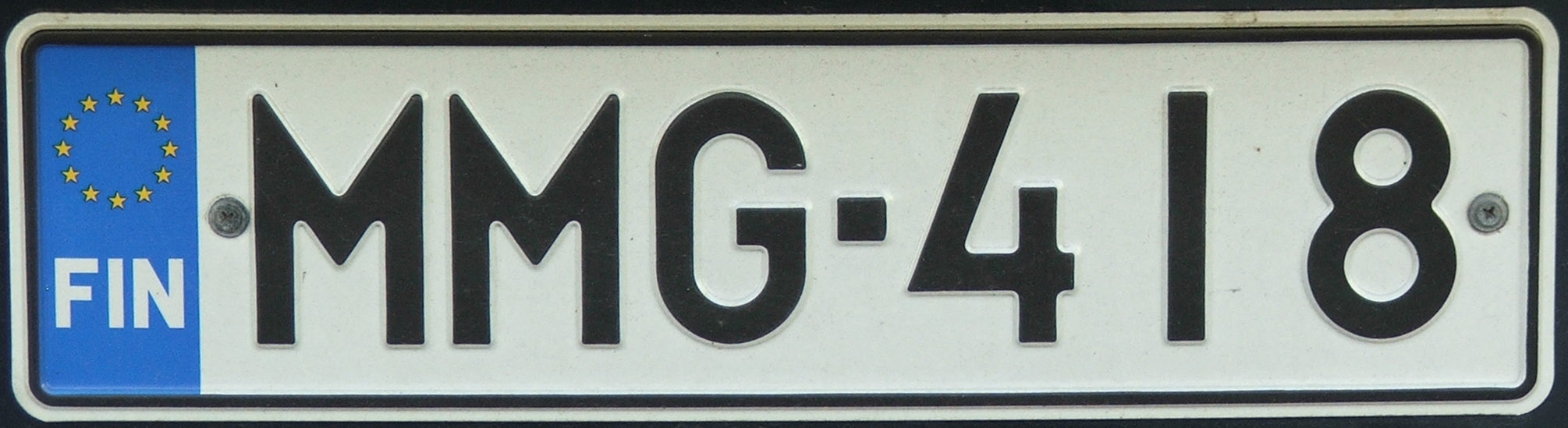
Finnisches Kennzeichen seit 2001

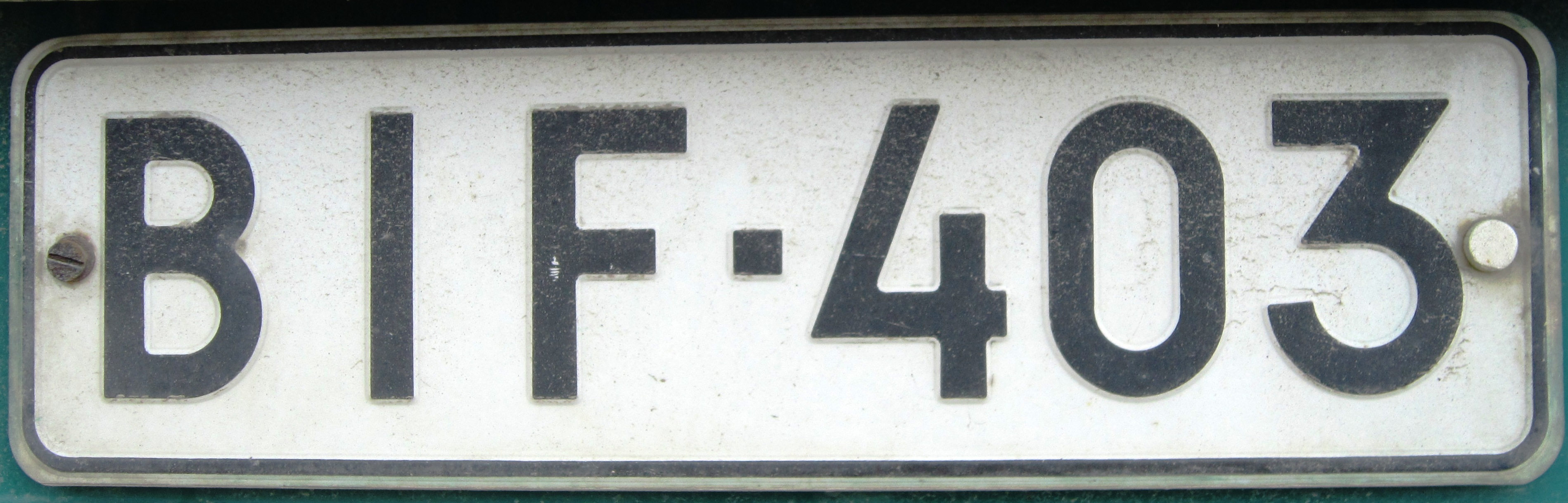
Kennzeichen ohne EU-Feld

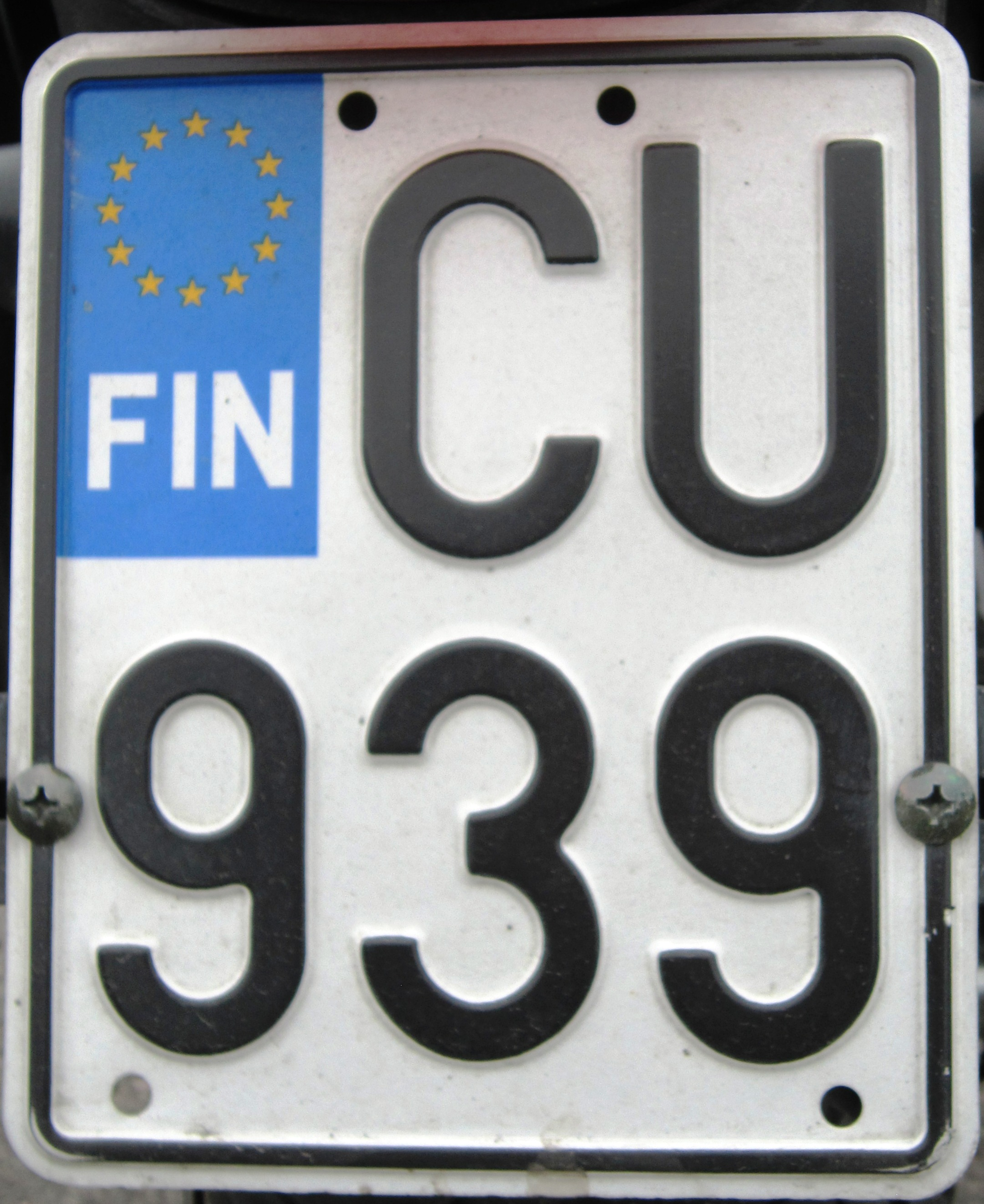
Motorradkennzeichen

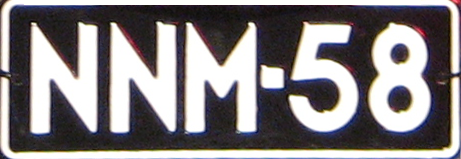
Kennzeichen im alten Design

Finnische Kfz-Kennzeichen sind Versicherungskennzeichen und geben seit Oktober 1989 keine Auskunft über den Zulassungsort des Fahrzeuges.

## Gestaltung
Die Nummernschilder zeigen in der Regel schwarze Schrift auf weißem Untergrund. Am linken Rand befindet sich seit dem Jahr 2001 ein blaues Band mit den Buchstaben FIN und den zwölf europäischen Sternen. Das Kennzeichen besteht aus einer bis zu dreistelligen Buchstabenkombination und einer maximal dreistelligen Zahl, die durch einen Punkt getrennt sind.
Die Schilder entsprechen mit 118 mm × 442 mm bzw. 200 mm × 256 mm für Zweizeiler nicht dem europäischen Standardmaß von 110 mm × 520 mm. Kennzeichen ohne EU-Feld sind mit 397 mm × 118 mm noch kürzer.
Bis zum Jahr 1973 gab es Kennzeichen mit weißer Schrift auf schwarzen Schildern, danach wurde das heutige Design eingeführt. Der erste Buchstabe des Schildes kodierte bis 1989 die Provinz, in der das Fahrzeug erstmals angemeldet worden war. Seitdem werden die Schilder fortlaufend vergeben.

## Kennzeichenarten

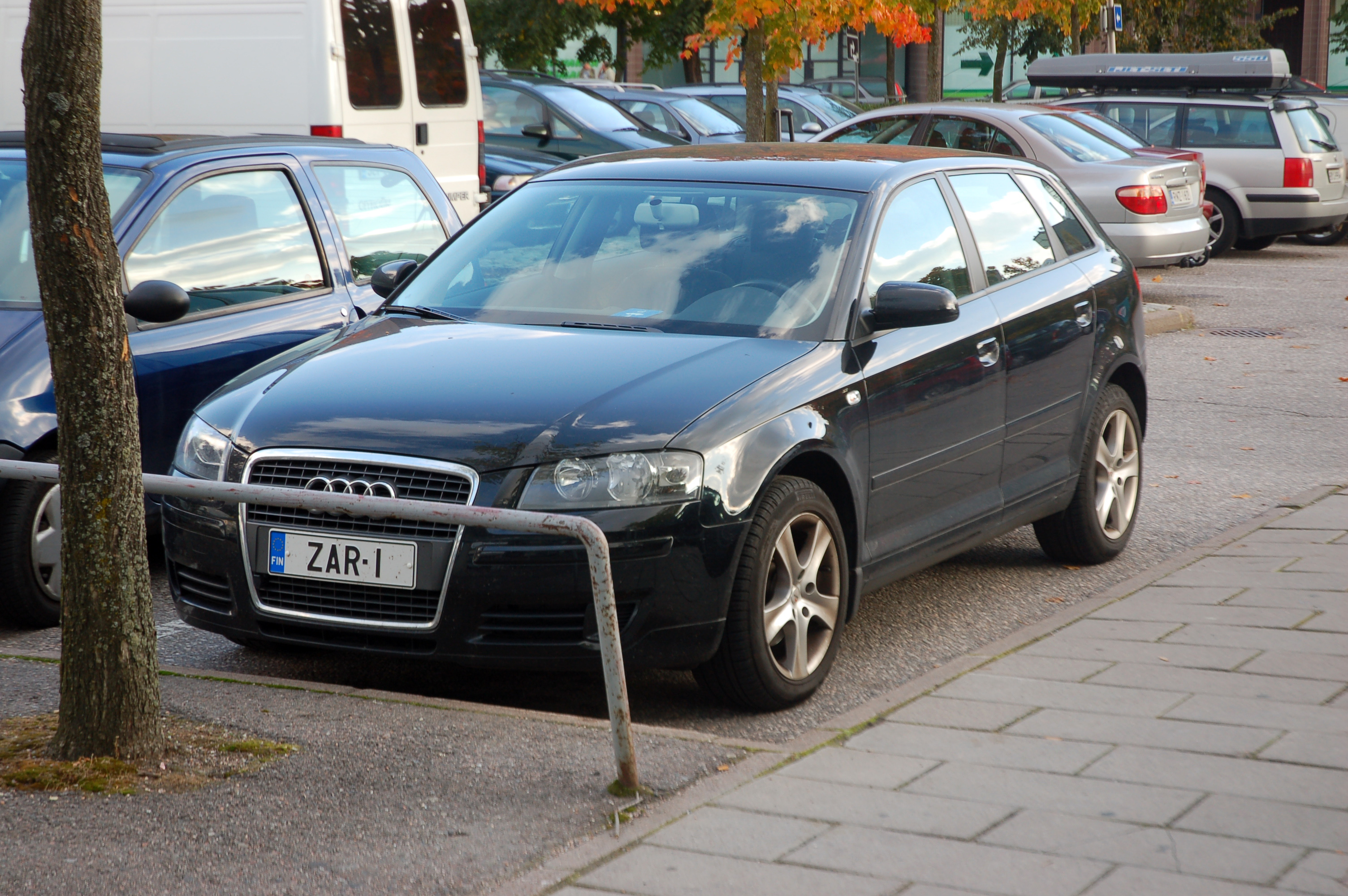
Finnisches Wunschkennzeichen

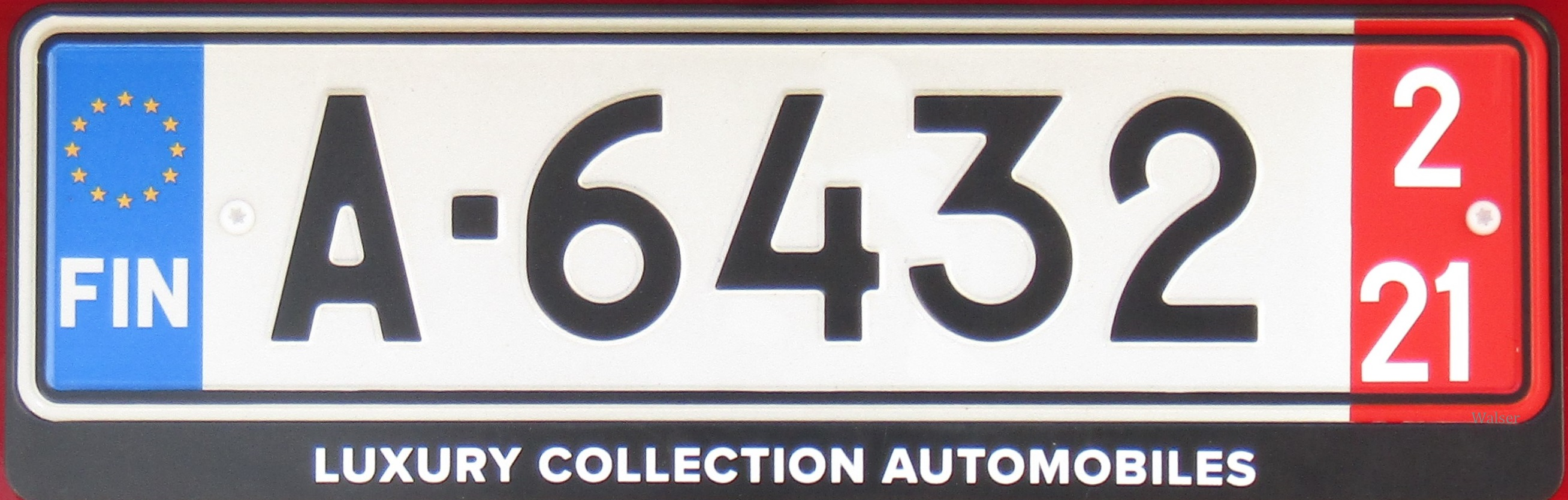
Exportkennzeichen

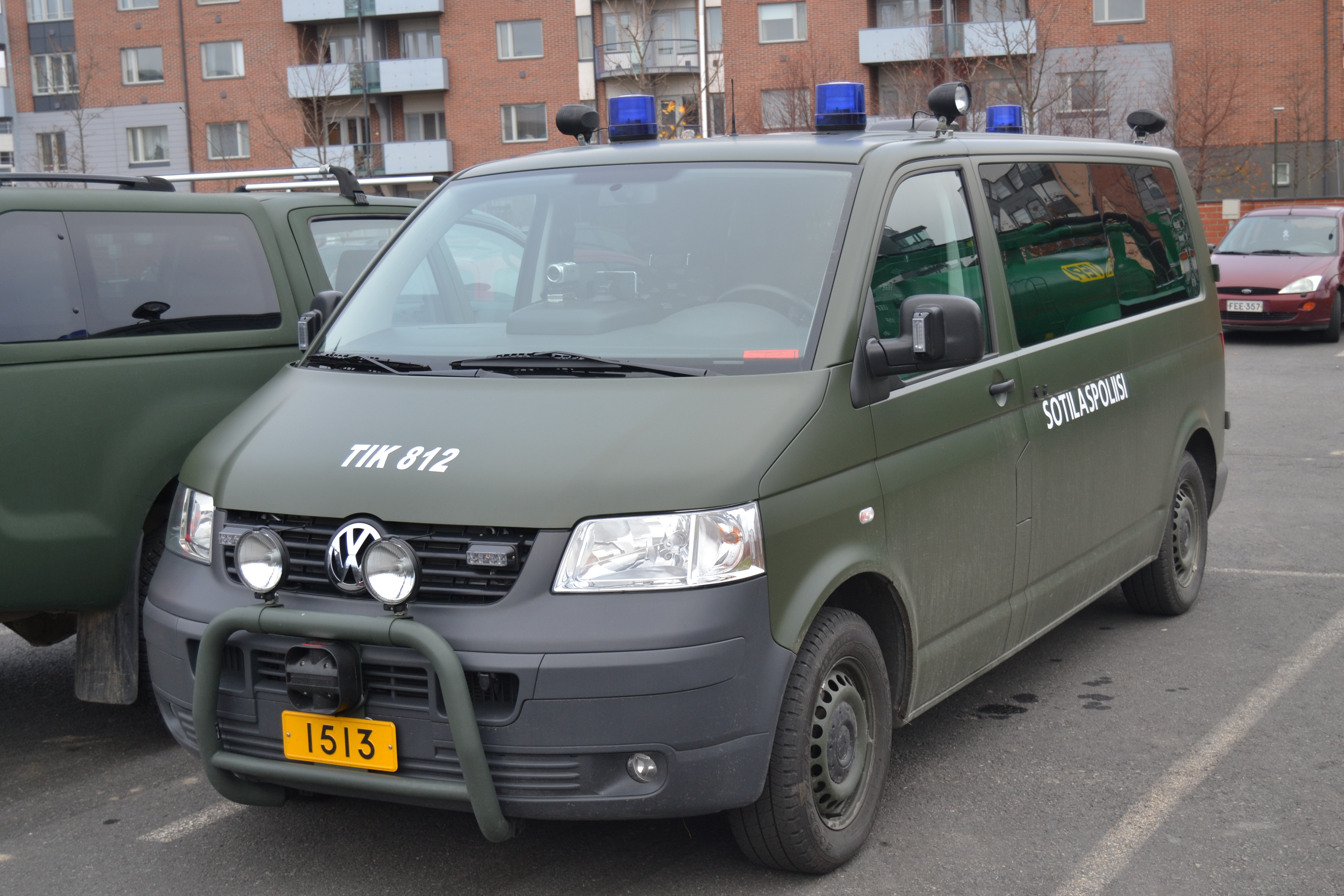
Fahrzeug der Militärpolizei mit gelbem Kennzeichen

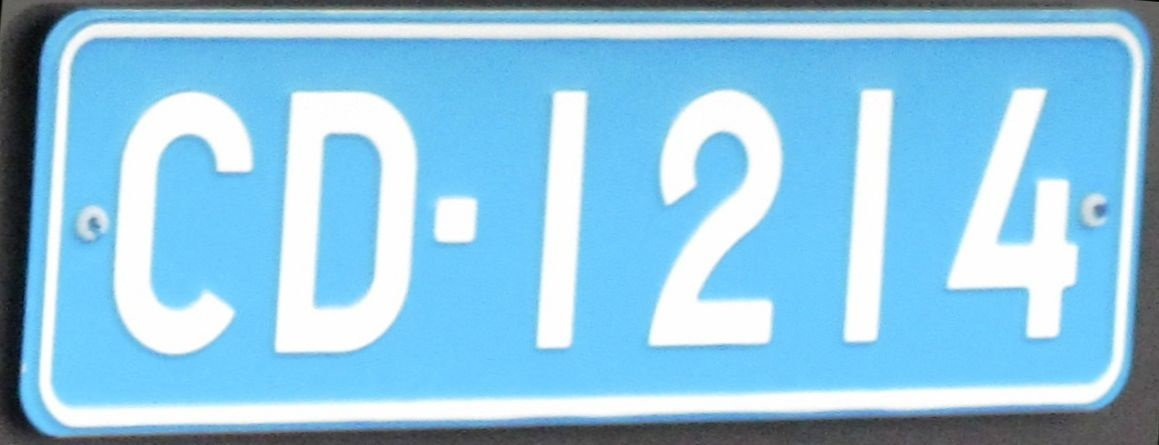
Diplomatenkennzeichen

In Finnland besteht die Möglichkeit, ein Wunschkennzeichen zu erhalten, bei dem die Kombination innerhalb des Schemas frei gewählt werden kann.
Kleinere, zweizeilige Kennzeichen begannen bis 1991 mit einem N, danach mit J. Für Motorräder wurden ursprünglich schmale Schilder mit zwei Buchstaben und maximal drei Ziffern vergeben. Mittlerweile werden auch Kennzeichen nach dem Schema 12 ABC genutzt.
Die Buchstabenkombination von Schildern für Anhänger beginnt seit 2013 mit D. Vormals wurden die Buchstaben P (bis 1998) und W (1998–2013) verwendet.
Export-Kennzeichen zeigen einen Buchstaben und maximal drei Ziffern. Am rechten Rand befindet sich ein rotes Feld mit Angabe der Gültigkeit in Monat und Jahr.
Provisorische Kennzeichen bestehen aus Papier. Sie zeigen zwei Buchstaben gefolgt von vier Ziffern in jeweils roter Schrift.
Kennzeichen für historische Fahrzeuge lehnen sich an das Erscheinungsbild der alten finnischen Kennzeichen an. Ihr Grund ist schwarz, die Schrift weiß. Im Unterschied zu den schwarzen Schildern bis 1973 erfolgt keine Kodierung der Provinz.
Traktoren besitzen gelbe Nummernschilder mit schwarzer Schrift. Das Schild besteht aus maximal drei Ziffern und höchstens drei Buchstaben.
Die finnischen Streitkräfte nutzen gelbe Schilder mit schwarzer Aufschrift. Sie zeigen maximal vier Ziffern und ähneln damit den Nummernschildern des norwegischen Militärs.
Diplomatenkennzeichen zeigen kein Eurofeld. Sie besitzen weiße Schrift auf hellblauem Grund. Die Schilder zeigen die Buchstaben CD oder C und eine maximal fünfstellige Zahl, deren erste beiden Ziffern das Herkunftsland näher spezifizieren.
| 10 Deutschland 11 Israel 12 Vereinigte Staaten 13 Europäische Union 14 Argentinien 15 Österreich 16 Belgien 17 Brasilien 18 Bulgarien 19 Kanada 20 Volksrepublik China 21 Südkorea 22 Nordkorea 23 Kuba 24 Dänemark 25 Ägypten 26 Spanien 27 Frankreich 28 Vereinigtes Königreich 29 Ungarn 30 Indien 31 Indonesien 32 Irak 33 Israel | 34 Italien 35 Japan 36 Mexiko 37 Norwegen 38 Niederlande 39 Peru 40 Polen 41 Portugal 42 Rumänien 43 Schweden 44 Schweiz 45 Israel 46 Türkei 47 Russland 48 Venezuela 49 ehem. Jugoslawien 50 Südafrika 51 Griechenland 53 Israel 54 Kolumbien 55 HELCOM 56 Iran 57 World Institute for Development Economics Research | 58 Chile 59 Estland 60 Lettland 62 Ukraine 63 Slowakei 64 Tschechien 65 Litauen 66 Marokko 68 Island 69 Kroatien 71 Zypern 72 Vietnam 73 Thailand 74 Tunesien 79 ECHA 80 Saudi-Arabien 81 Philippinen 82 Georgien 83 Nordic Investment Bank 84 Nicaragua 85 Belarus 86 Kasachstan |

## Weiteres
1993 wechselte Finnland das Nationalitätszeichen von SF (Suomi-Finland) auf FIN.
Auf den Ålandinseln gibt es seit 1992 spezielle Kfz-Kennzeichen, die mit ÅL beginnen. Åland verwendet nach einem Beschluss der åländischen Regierung vom 19. März 2010 das Nationalitätskennzeichen AX.

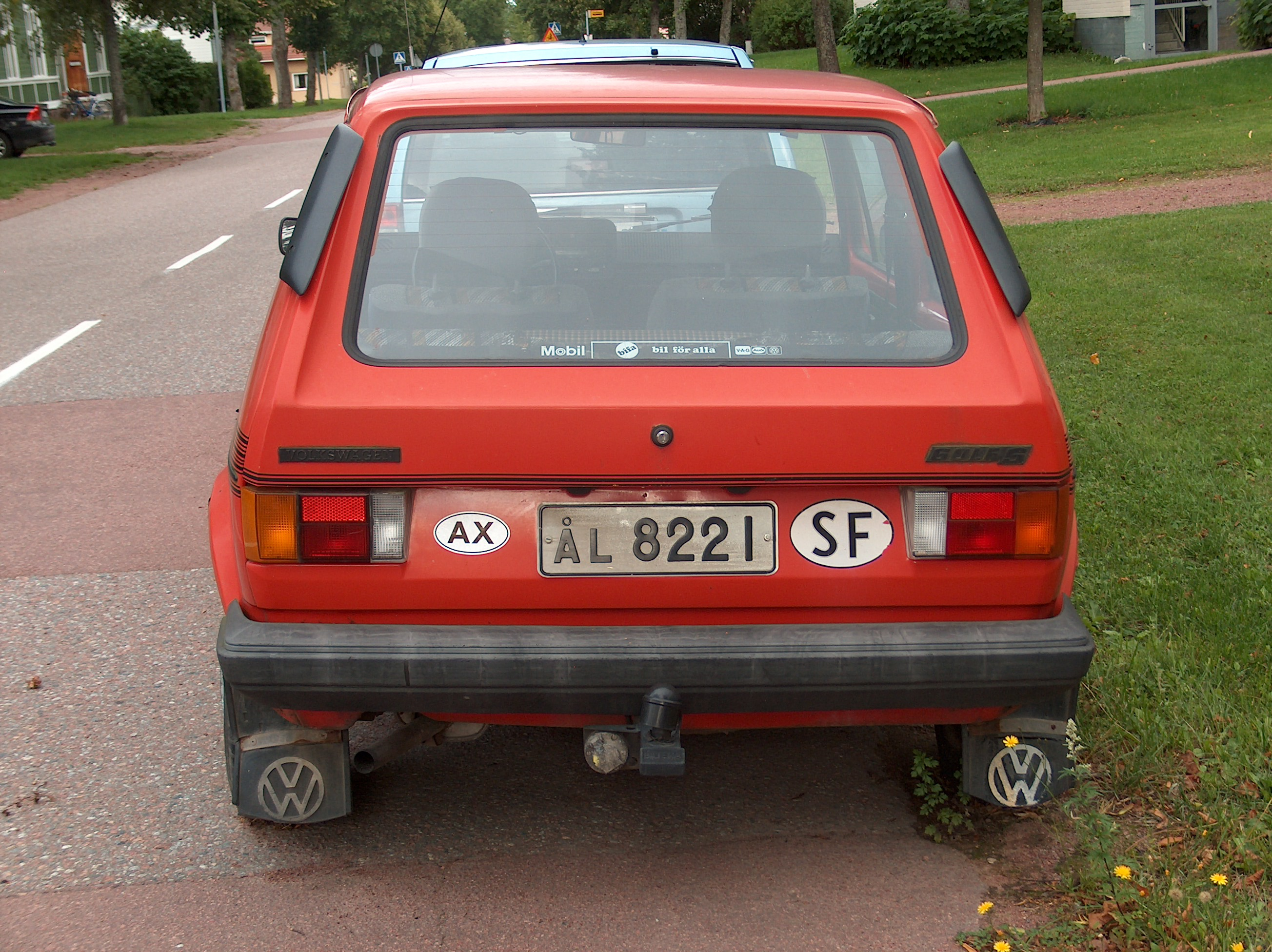
VW Golf I mit älterem Åland-Kennzeichen (bis 1992) und SF-Oval (bis 1993)
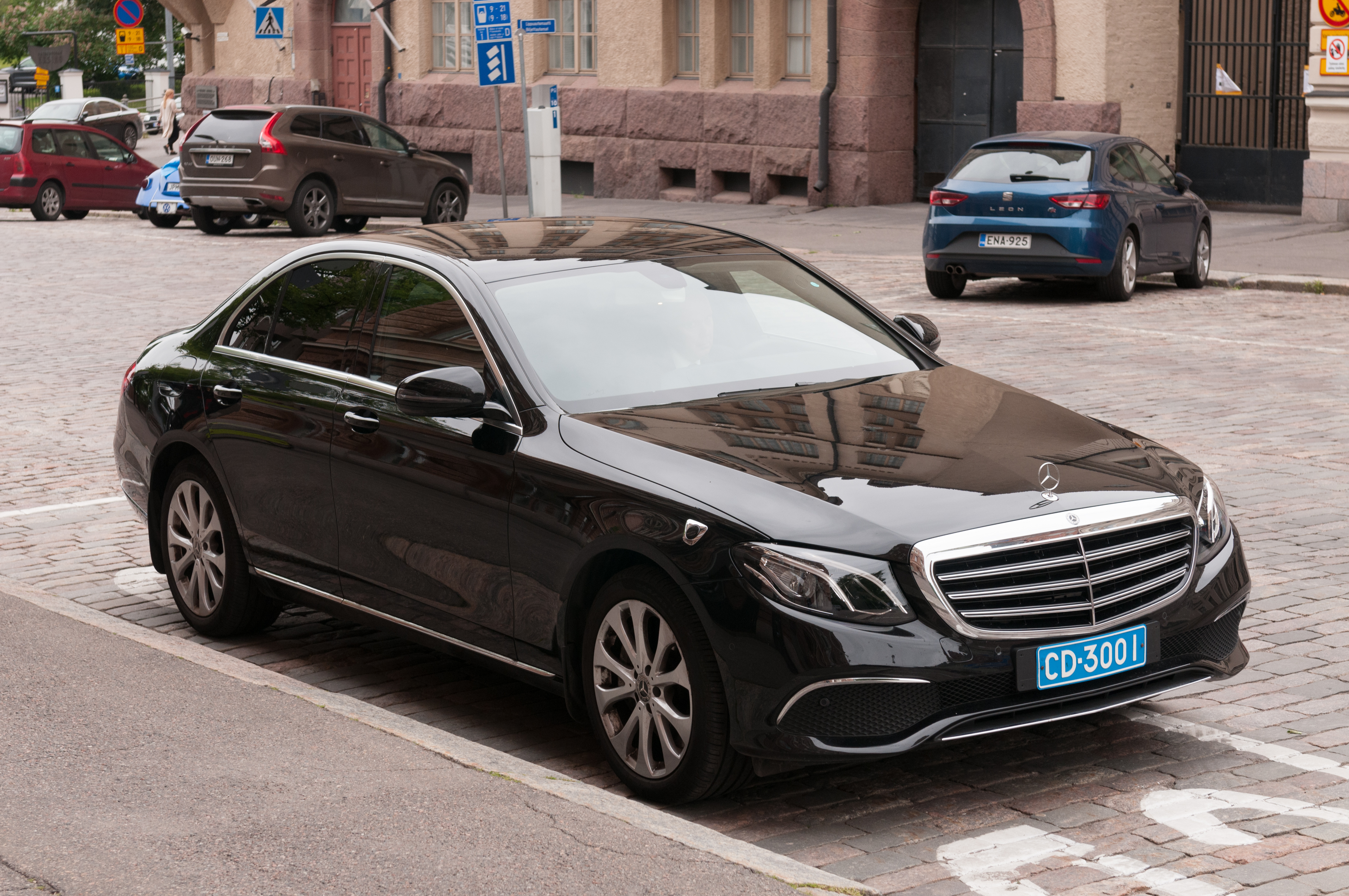
Fahrzeug mit indischem Diplomatenkennzeichen
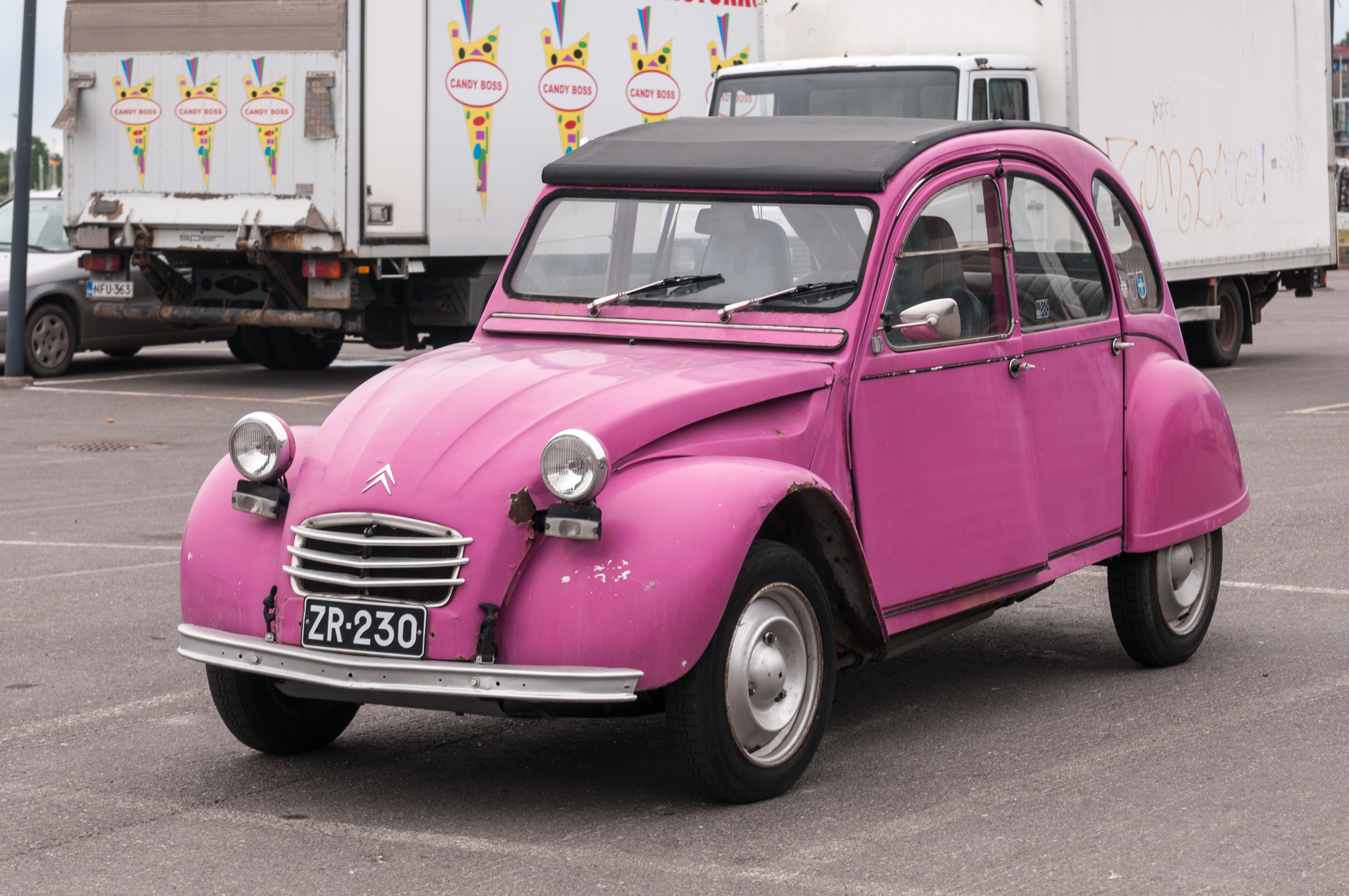
Fahrzeug mit altem Kennzeichen von Uusimaa
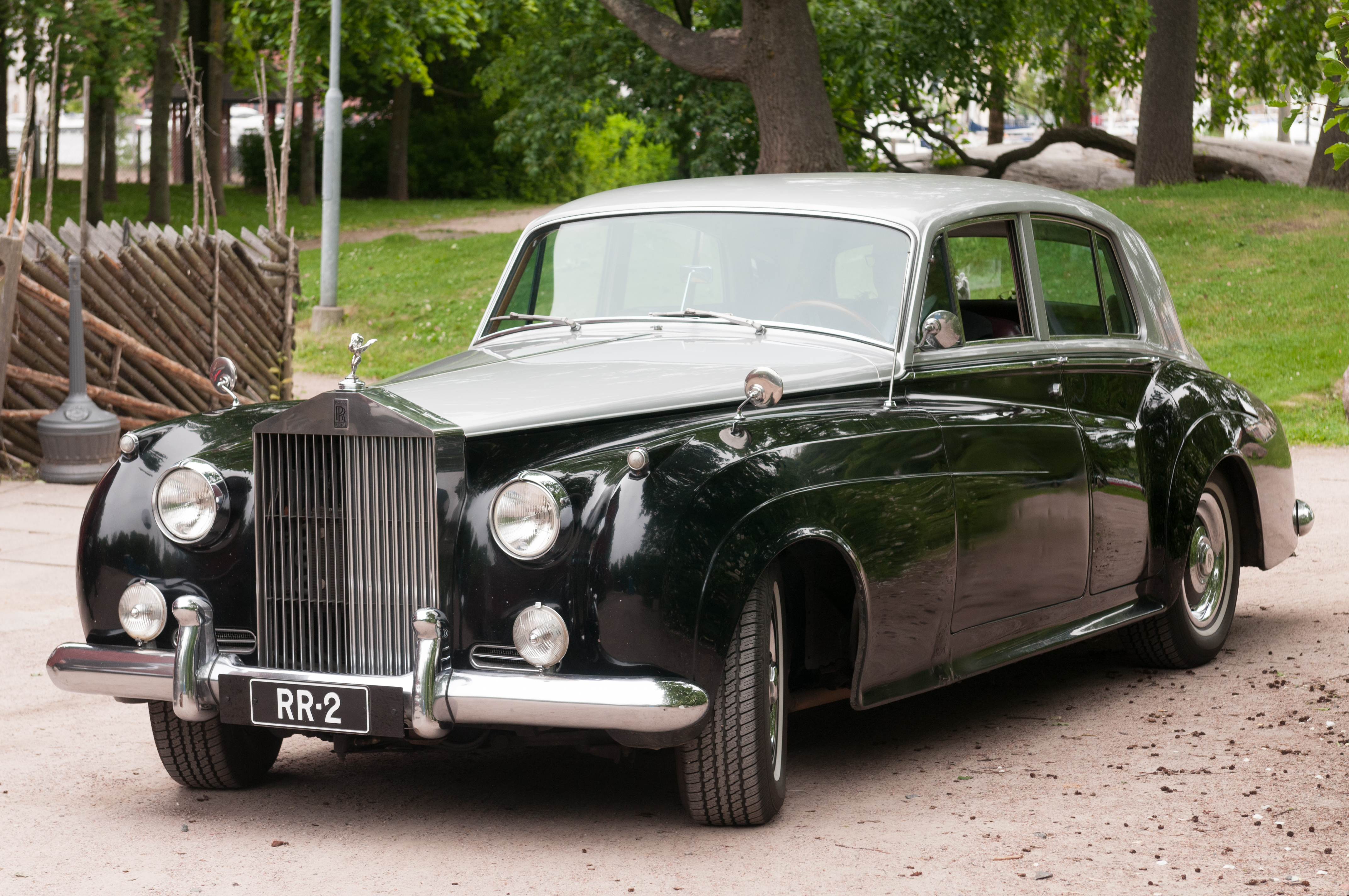
Wunschkennzeichen im Stil alter Fahrzeuge
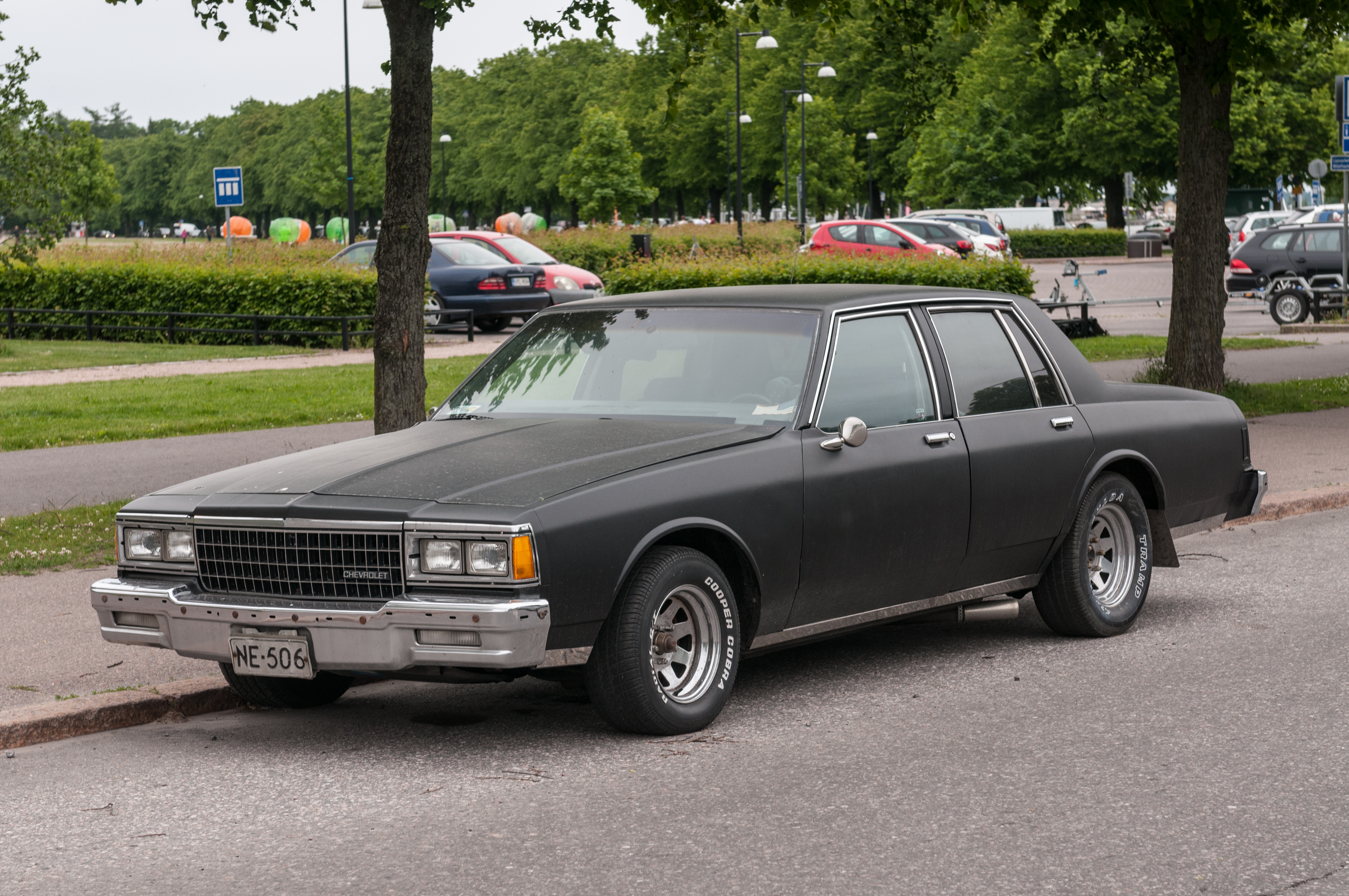
Kennzeichen ohne Eurofeld
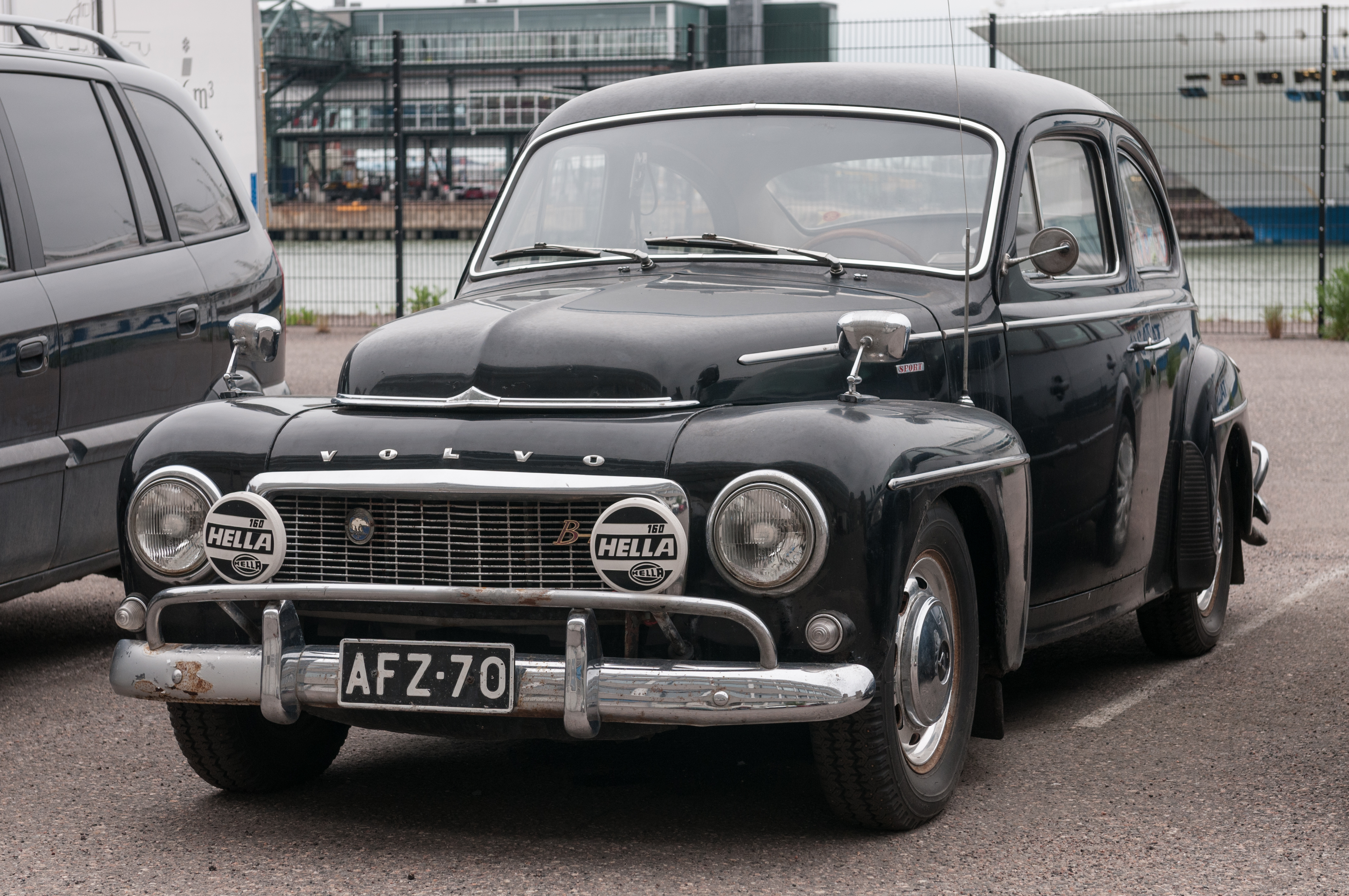
Altes Kennzeichen aus Helsinki

## Ehemalige Provinz-Kürzel
| Kürzel | Provinz        | Anmerkungen                                                |
| ------ | -------------- | ---------------------------------------------------------- |
| A      | Stadt Helsinki |                                                            |
| B      | Stadt Helsinki | ab 1987                                                    |
| C      | Stadt Helsinki | etwa bis 1960                                              |
| E      | Turku und Pori |                                                            |
| F      | Turku und Pori |                                                            |
| G      | Kymi           |                                                            |
| H      | Häme           |                                                            |
| I      | Häme           |                                                            |
| K      | Kuopio         |                                                            |
| L      | Lappland       |                                                            |
| M      | Mikkeli        |                                                            |
| N      | Häme           | nur 1961, danach bis 1991 für zweizeilige Schilder genutzt |
| O      | Oulu           |                                                            |
| R      | Kymi           |                                                            |
| S      | Nordkarelien   |                                                            |
| T      | Turku und Pori |                                                            |
| U      | Uusimaa        |                                                            |
| V      | Vaasa          |                                                            |
| X      | Mittelfinnland |                                                            |
| Y      | Vaasa          |                                                            |
| Z      | Uusimaa        |                                                            |
| ÅL     | Åland          | ÅL plus mit maximal vier Ziffern                           |